# Ronny Vollandt
Ronny Vollandt (* 11. Dezember 1978 in Arnstadt) ist ein deutscher Judaist.

## Leben
Vollandt erwarb 2007 einen MA mit der Arbeit Überlieferung der judeo-arabischen Pentateuch-Übersetzung des Rav Saadiah Gaon in arabischen Schriftzeichen: ein Fall der Textverbreitung an der Hebräischen Universität Jerusalem und schloss 2011 seine Promotion mit einer Arbeit unter dem Titel Christlich-arabische Übersetzungen des Pentateuch aus dem 9. bis 13. Jahrhundert: eine vergleichende Untersuchung von Manuskripten und Übersetzungstechniken an der Universität Cambridge bei Geoffrey Khan ab.
Von 2011 bis 2012 war er assoziierter Forscher der Section Hébraïque am Institut de recherche et d’histoire des textes am CNRS. Von 2012 bis 2013 war er Fellow für Zukunftsphilologie am Forum Transregionale Studien e.V. in Berlin. Von 2013 bis 2015 war er Senior Research Associate der Forschungseinheit Geistesgeschichte der islamischen Welt der FU Berlin.
Seit 2015 ist er Professor für Judaistik an der Ludwig-Maximilians-Universität München.

## Schriften (Auswahl)
- Arabic versions of the Pentateuch. A comparative study of Jewish, Christian, and Muslim sources. Leiden 2015, ISBN 978-90-04-28991-8.
- als Herausgeber mit Meliné Pehlivanian und Christoph Rauch: Orientalische Bibelhandschriften aus der Staatsbibliothek zu Berlin-PK. Eine illustrierte Geschichte. Wiesbaden 2016, ISBN 3-95490-209-5.
- als Herausgeber mit Nadia Vidro, Ester-Miriam Wagner und Judith Olszowy-Schlanger: Studies in Semitic linguistics and manuscripts. A liber discipulorum in honour of Professor Geoffrey Khan. Uppsala 2018, ISBN 91-513-0290-X.

## Belege
1. ↑  https://imera.univ-amu.fr/en/system/files/cv_ronny_vollandt_2013.pdf

| Personendaten    | Personendaten     |
| ---------------- | ----------------- |
| NAME             | Vollandt, Ronny   |
| KURZBESCHREIBUNG | deutscher Judaist |
| GEBURTSDATUM     | 11. Dezember 1978 |
| GEBURTSORT       | Arnstadt          |